# Simon R. Green
Simon Richard Green (ur. 25 sierpnia 1955 w Bradford on Avon, w hrabstwie Wiltshire) – brytyjski pisarz science fiction i fantasy.
Ukończył 2 kierunki studiów – nowożytną filologię angielską i literaturę amerykańską – na Uniwersytecie w Leicester. Rozpoczął swoją karierę pisarską w 1973, swoją pierwszą powieść Manslayer sprzedał w 1976. W 1979 opublikował swoją pełnoprawną pracę, Awake, Awake, Ye Northern Winds. Początek sukcesu Greena rozpoczął się w 1988 gdy sprzedał 7 opowiadań i gdy w 1989 otrzymał prawa do napisania opowiadań na podstawie filmu Robin Hood: Książę złodziei Kevina Costnera, których sprzedał 370,000 kopii.
Od 1990 Green napisał wiele więcej powieści i opowiadań, co czyni go najbardziej płodnym autorem science fiction obecnych czasów. Simon R. Green obecnie mieszka w Bradford on Avon, w Wiltshire w Wielkiej Brytanii, gdzie nadal pisze.

### Cykle

#### CyklThe Twilight of the Empire
- Mistworld. Nowy Jork, Ace, Wrzesień 1992; Londyn, Gollancz, Listopad 1992.
- Ghostworld. Nowy Jork, Ace, Marzec 1993; Londyn, Gollancz, Wrzesień 1993.
- Hellworld. Nowy Jork, Ace, Wrzesień 1993; Londyn, Gollancz, Grudzień 1995.
- Twilight of the Empire Nowy Jork, Penguin/Roc, Sierpień 1997, Londyn, Gollancz/Vista, Listopad 1998.

Osadzona w popularnym uniwersum Deathstalkera. „Mistworld” opowiada historię ataku Cesarstwa na wolną planetę Mistworld, przystani wyjętych spod prawa i buntowników, używając Tyfusowej Marry. „Gostworld” wprowadza kapitana Silence i jego załogę gdy odpowiadają wołanie o pomoc (domniemanie) umarłej planety Unseeli. 'Hellworld' przedstawia Kapitana Huntera i jego zwiadowców, który utkwili na upiornej planecie.
Wszystkie 3 opowiadania wprowadzają bohaterów, którzy później pojawiają się w cyklu Deathstalker lub odnoszą się do wydarzeń, które są z nim powiązane.

#### Cykl TheDeathstalker
- Deathstalker (Londyn, Gollancz 1995).
- Deathstalker Rebellion (Londyn, Vista 1996).
- Deathstalker War (Londyn, Gollancz/Vista 1997).
- Deathstalker Honour (Londyn, Gollancz/Vista 1998).
- Deathstalker Destiny (Londyn, Orion/Millennium 1999).
- Deathstalker Legacy (2003).
- Deathstalker Return (Nowy Jork, Roc 2004).
- Deathstalker Coda (2005).

Cykl The Deathstalker to częściowo parodia oper kosmicznych charakterystycznych dla lat 1950, opowiedziana z najwyższą pogardą do tego co prawdopodobne, jednocześnie bardzo krwawa.

#### Cykl TheHawk i Fisher
- Hawk & Fisher. Nowy Jork, Ace, Wrzesień 1990; Londyn, Headline, Sierpień 1990.
- Hawk & Fisher: Winner Takes All. Nowy Jork, Ace, Styczeń 1991; Londyn, Headline, Luty 1991.
- Hawk & Fisher: The God Killer. Nowy Jork, Ace, Czerwiec 1991; Londyn, Headline, Wrzesień 1991.
- Hawk & Fisher: Wolf in the Fold. Nowy Jork, Ace, Wrzesień 1991; jako Vengeance for a Lonely Man, Londyn, Headline, Marzec 1992.
- Hawk & Fisher: Guard Against Dishonor. Nowy Jork, Ace, Grudzień 1991; jako Guard Against Dishonour, Londyn, Headline, Czerwiec 1992.
- Hawk & Fisher: The Bones of Haven. Nowy Jork, Ace, Marzec 1992; jako Two Kings in Haven, Londyn, Headline, Październik 1992.
- Simon R. Green, Beyond the Blue Moon, London: Victor Gollancz, 2000, ISBN 0-575-07045-5, OCLC 47037308. Brak numerów stron w książce

Hawk i Fisher to mąż i żona, oddział straży miejskiej, funkcjonującej jako współczesna policja w świecie fantasy zmieszanym ze średniowieczem, renesansem i rewolucją przemysłową. Żyją w Przystani, mieście tak skorumpowanym, że bez przeszkód mogą powiedzieć, że są jedynymi którzy nigdy nie wzięli łapówki. Stawiają czołu wszystkiemu - od kieszonkowca do szerokiej skali destruktywnej magii.

#### Cykl TheForest Kingdom
- Blue Moon Rising (Nowy Jork, Penguin/Roc, Maj 1991; Londyn, Gollancz, Wrzesień 1991, wyd. polskie „Błękitny Księżyc”, Fabryka Słów, 2009)
- Blood and Honour (Londyn, Gollancz, Czerwiec 1992; jako Blood and Honor, Nowy Jork, Penguin/Roc, Maj 1993)
- Down Among the Dead Men (Londyn, Gollancz, Wrzesień 1993; Nowy Jork, Penguin/Roc, Grudzień 1993)
- Simon R. Green, Beyond the Blue Moon, London: Victor Gollancz, 2000, ISBN 0-575-07045-5, OCLC 47037308. Brak numerów stron w książce

Seria skupia się na bohaterach i wydarzeniach z północnych obszarów Dolnych Królestw, tego samego królestwa, które zawiera wysuniętą na południe Przystań (miejsce akcji cyklu Hawk i Fisher).

#### Cykl TheSecret History
- The Man with the Golden Torc  (Wielka Brytania: Maj, 2007, Stany Zjednoczone: Czerwiec, 2007, wyd. polskie „Człowiek ze złotym amuletem”, Fabryka Słów, 2012)
- Daemons are Forever (USA: Czerwiec, 2008)
- The Spy who Haunted Me (USA: Czerwiec, 2009: Wielka Brytania: Kwiecień 2009)
- From Hell with Love (USA: Czerwiec, 2010)
- For Heaven's Eyes Only (USA: Czerwiec, 2011)
- Live and Let Drood (USA: 5 czerwca 2012)

Seria miała być trylogią, jednak z powodu dużej popularności książek Simon R. Green kontynuował serię. Tytuły kolejnych powieści nawiązują do znanego cyklu powieściowego o słynnym szpiegu.

#### Cykl TheNightside
- Something from the Nightside (Nowy Jork, Ace 2003) – wyd. polskie „Coś z Nightside” Fabryka Słów, 2011
- Agents of Light and Darkness Nowy Jork, Ace 2003) – wyd. polskie „Istoty Światła i Ciemności” Fabryka Słów, 2011
- Nightingale's Lament (Nowy Jork, Ace 2004) – wyd. polskie „Łabędzi śpiew” Fabryka Słów, 2011
- Hex and the City (Nowy Jork, Ace 2005)
- Paths not Taken (Nowy Jork, Wrzesień, Ace 2005)
- Sharper than a Serpent's Tooth (Luty, Ace 2006)
- A Walk on the Nightside (Wrzesień, Ace 2006)
- Hell to Pay (Grudzień, Ace 2006)
- The Unnatural Inquirer (Styczeń, 2008 Ace)
- Just Another Judgement Day (Styczeń, 2009 Ace)
- The Good, the Bad, and the Uncanny (Styczeń, 2010 Ace)
- A Hard Day’s Knight (Styczeń, 2011 Ace)
- The Bride Wore Black Leather (3 stycznia 2012 Ace)

Seria opowiadań fantasy skupiająca się na protagoniście Johnie Taylorze. Umiejscowiona w „Nightside”, ukrytym obszarze w Londynie w którym istnieje magia i zaawansowana technologia.

#### Cykl TheGhostfinders
- Ghost of a Chance (Sierpień 2010)
- Ghost of a Smile (Sierpień 2011)
- Ghost of a Dream (Sierpień 2012)

### Pojedyncze książki
- Robin Hood: Prince of Thieves
- Shadows Fall
- Drinking Midnight Wine

### Krótkie historie
- Soulhunter (1982[1]), Fantasy Macabre 3
- Awake, Awake, Ye Northern Winds (1979), Swords Against Darkness V
- In the Labyrinth (Zima 1983), Fantasy Tales, v6 #12
- Death is a Lady (1997), Dancing with the Dark
- Richard Evans - Remembered (Styczeń 1998), The Alien Has Landed #5
- Manslayer (2000), Swords Against the Millennium
- The Nightside, Needless to Say (Październik 2004), Powers Of Detection
- Razor Eddie’s Big Night Out (Lipiec 2006), Cemetery Dance #55
- Lucy, at Christmastime (Październik 2008), Wolfsbane and Mistletoe
- Appetite for Murder (Grudzień 2008), Unusual Suspects
- The Difference A Day Makes (Styczeń 2009), Mean Streets
- Some of These Cons go Way Back (Czerwiec 2009), Cemetery Dance #60
- Food of the Gods (Sierpień 2009), Dark Delicacies III: Haunted
- He Said, Laughing (Wrzesień 2010), Living Dead 2
- Street Wizard (Listopad 2010), The Way of the Wizard
- The Spirit of the Thing (Marzec 2011), Those Who Fight Monsters
- It's All In the Rendering (Sierpień 2011), Home Improvement, Undead Edition
- Jesus and Satan Go Jogging in the Desert (Wrzesień 2011), The Monster’s Corner
- Hungry Heart (Październik 2011), Down These Strange Streets